# Пасынок (станция)
Па́сынок — станция Свердловской железной дороги у одноимённого посёлка в Серовском районе Свердловской области.
Расположена на 67-м километре от станции Серов-Сортировочный однопутного неэлектрифицированного направления Серов-Алапаевск. Построена в 1936 году. Постоянное пригородное сообщение с Серовом, Сосьвой и Карпунино (возможна пересадка далее на Алапаевск и Екатеринбург). Грузовое движение через станцию крайне незначительно, существовавший ранее подъездной путь полностью разобран. Пассажирское сообщение дальнего следования отсутствует с 2012 года. Расстояния: до Серова — 75 километров, до Алапаевска — 174 километра, до Екатеринбурга — 352 километра.